# Chronologie de la chimie
 (février 2024).
Cette chronologie de la chimie recense les travaux, idées, inventions et expériences qui ont changé de manière significative la compréhension de la composition de la matière et de ses interactions, c'est-à-dire le domaine scientifique de la chimie. On considère généralement que la chimie en tant que science moderne débute avec Robert Boyle ; cependant ses racines sont beaucoup plus anciennes.
Les idées les plus anciennes qui seront plus tard incorporées dans la chimie moderne proviennent essentiellement de deux sources : les philosophes de la Nature tels que Aristote et Démocrite qui ont utilisé un raisonnement déductif pour tenter d'expliquer les phénomènes naturels et les alchimistes qui ont utilisé des techniques expérimentales dont le but principal était la transmutation des métaux vils en or et argent.
C'est au XVIIe siècle que se fera la synthèse des idées issues de ces deux disciplines ; la déduction et l'expérimentation amenant au développement d'une méthode de pensée appelée méthode scientifique. Avec l'introduction de la méthode scientifique, la chimie en tant que science moderne était née.
Parfois appelée la science centrale
, l'étude de la chimie est fortement influencée par les autres domaines scientifiques tout en ayant elle-même une forte influence dans ceux-ci. C'est ainsi que des évènements et découvertes considérés comme fondamentaux pour la compréhension de la chimie sont également considérés comme des découvertes clés dans de nombreux autres domaines tels que la physique, la biologie, l'astronomie, la science des matériaux...

## Avant leXVIIesiècle

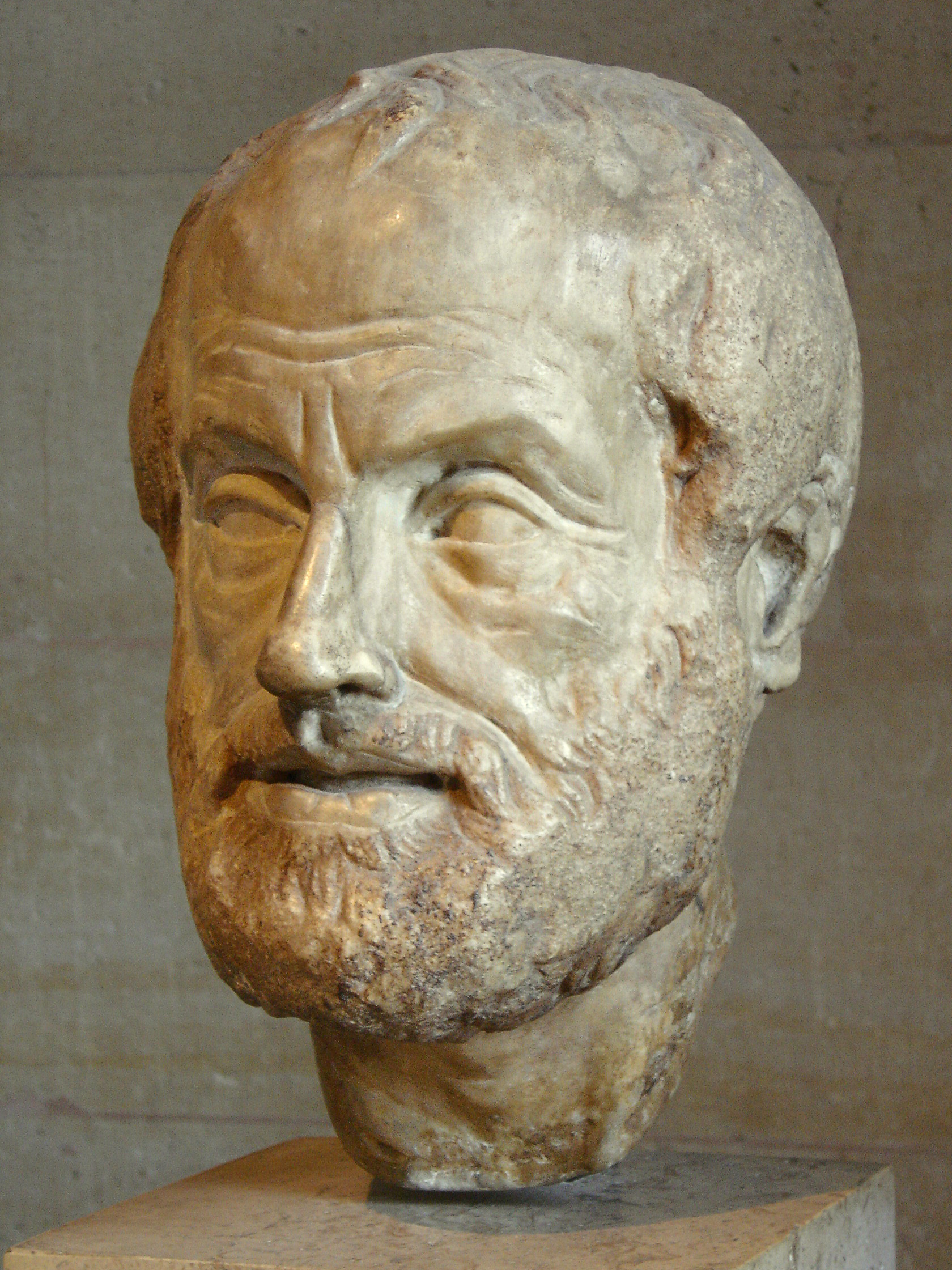
Aristote (384-322 av. J.-C.)

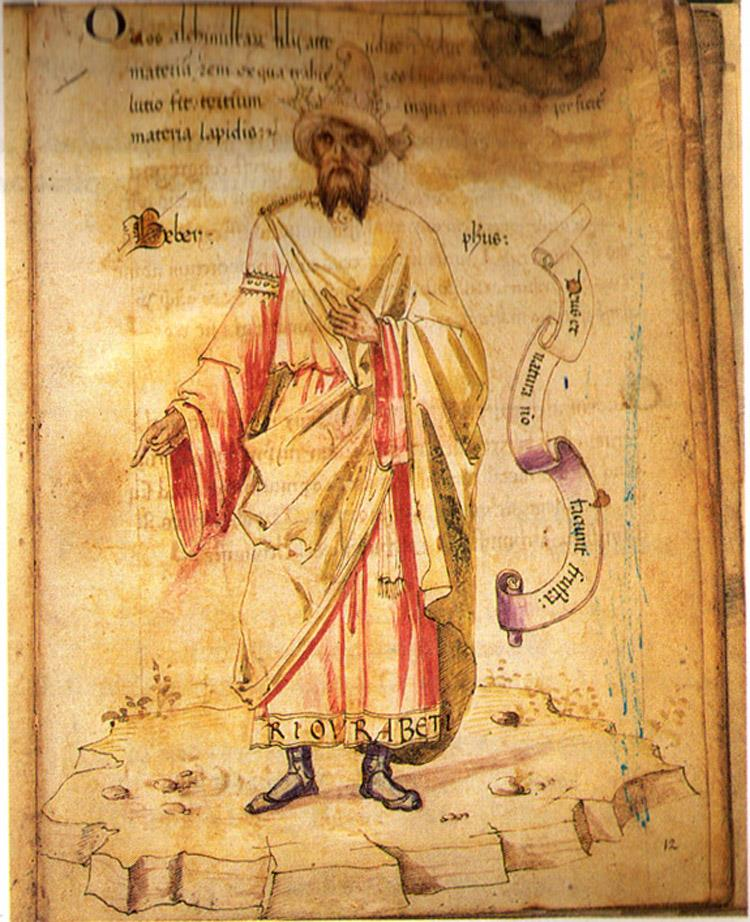
Geber considéré comme le « père de la chimie ».

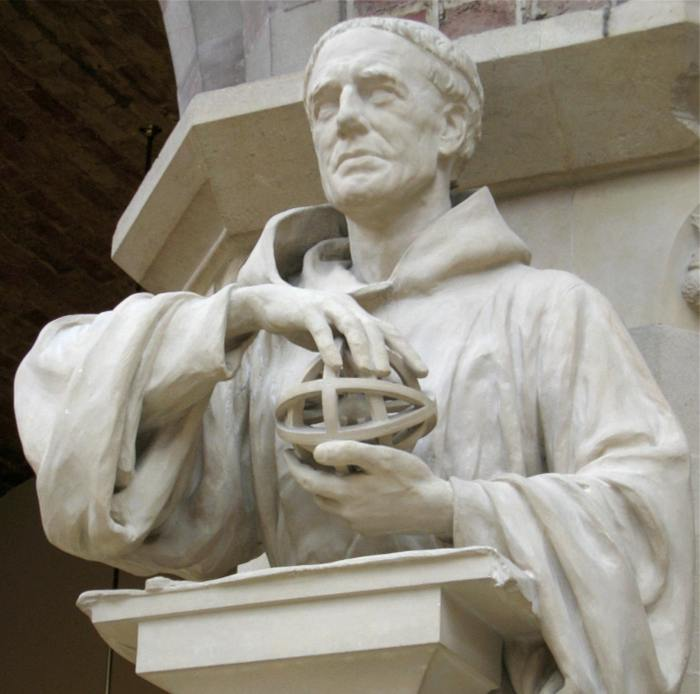
Roger Bacon, initiateur de la méthode scientifique

Avant le développement de la méthode scientifique et ses applications au domaine de la chimie, il peut prêter à controverse de considérer la plupart des personnalités décrites ci-dessous comme chimistes dans le sens moderne du terme. Cependant, les idées de certains grands penseurs et philosophes sont reprises ici en regard de leur prescience ou de l'importance qu'ont occupées leurs théories dans notre civilisation.
env. 3000 av. J.-C.les égyptiens formulent la théorie Ogdoade, ou des « forces primordiales » qui ont formé le monde. Ce sont les éléments du chaos, au nombre de huit, qui existaient avant la naissance du soleil.
env. 1900 av. J.-C.Hermès Trismégiste, un prêtre égyptien, est considéré comme ayant fondé l'art de l'alchimie.
env. 1200 av. J.-C.Tapputi-Belatikallim, une fabricante de parfum, est mentionnée sur des tablettes cunéiformes en Mésopotamie.
env. 450 av. J.-C.Empédocle d'Agrigente affirme que toute chose est composée de quatre éléments : terre, air, feu, et eau. Ces éléments se combinent entre eux sous l'action de deux forces, amour et haine ou principe d'affinité et d'antipathie, pour former la matière sous ses formes les plus variées,.
env. 440 av. J.-C.Leucippe et Démocrite proposent le concept de l'atome comme particule indivisible constitutive de la matière. Cette idée est largement contestée par les philosophes de la Nature qui lui préfèrent les théories d'Aristote,.
env. 360 av. J.-C.Platon introduit le terme « élément » (stoicheia) et son dialogue Timée, qui inclut une discussion sur la composition des corps organiques et inorganiques ainsi qu'un traité rudimentaire sur la chimie ; il y décrit la forme géométrique qu'adoptent les particules constitutives des différents éléments : tétraèdre (feu), octaèdre (air), icosaèdre (eau), et cube (terre).
env. 350 av. J.-C.Aristote, se fondant sur les thèses d'Empédocle, propose l'idée d'une substance comme la combinaison de matière et d'une forme. Il décrit la théorie des cinq éléments : feu, eau, terre, air, et éther. Cette théorie est largement acceptée à travers tout le monde occidental et restera la norme durant plus de 1000 ans.
env. 50 av. J.-C.Lucrèce publie De rerum natura (De la nature des choses), une description poétique des idées de la théorie atomique.
env. 300Zosimos de Panopolis écrit un des livres les plus anciens connus sur l'alchimie, qu'il définit comme l'étude de la composition des eaux, du mouvement, de la croissance, de l'emboitement et désemboitement.
env. 815Jabir Ibn Hayyan (connu sous le nom de Geber), qui est parfois considéré comme le « père de la chimie », développe une méthode scientifique primaire pour la chimie, et isole de nombreux acides tels que : l'acide hypochloreux, l'acide nitrique, l'acide citrique, l'acide acétique, l'acide tartrique, et l'eau régale.
env. 900Abu Bakr Mohammad Ibn Zakariya al-Razi (ou Rhazes) publie plusieurs traités de chimie, comprenant l'une des plus anciennes descriptions de distillation contrôlée et de méthode d'extraction. Il a également développé une méthode de production de l'acide sulfurique.
env. 1220Robert Grossetête publie plusieurs commentaires aristotéliciens où il présente un schéma primaire de méthode scientifique.
env. 1267Roger Bacon publie Opus Maius, qui entre autres choses, propose une forme primitive de la méthode scientifique et contient les résultats de ses expériences sur la poudre à canon.
env. 1310Pseudo-Geber, un alchimiste espagnol anonyme qui a écrit sous le pseudonyme de Geber, publie plusieurs livres qui établissent la théorie selon laquelle tous les métaux sont composés d'une proportion variable de soufre et de mercure.
env. 1530Paracelse (1493-1541) développe l'étude de la iatrochimie, une sous-discipline de l'alchimie dédiée au prolongement de la vie, c'est-à-dire l'ancêtre de la pharmaceutique moderne. Il est parfois aussi considéré comme le premier à employer le mot « chimie ». Par ailleurs, il est le premier à décrire la production du gaz hydrogène en versant du vitriol sur de la poudre de fer, mais il ne comprend pas la nature exacte du gaz dégagé au cours de l'expérience.
1597Andreas Libavius publie Alchimie, considéré comme l'un des premiers livres de chimie systématique.

## XVIIeetXVIIIesiècles
1605

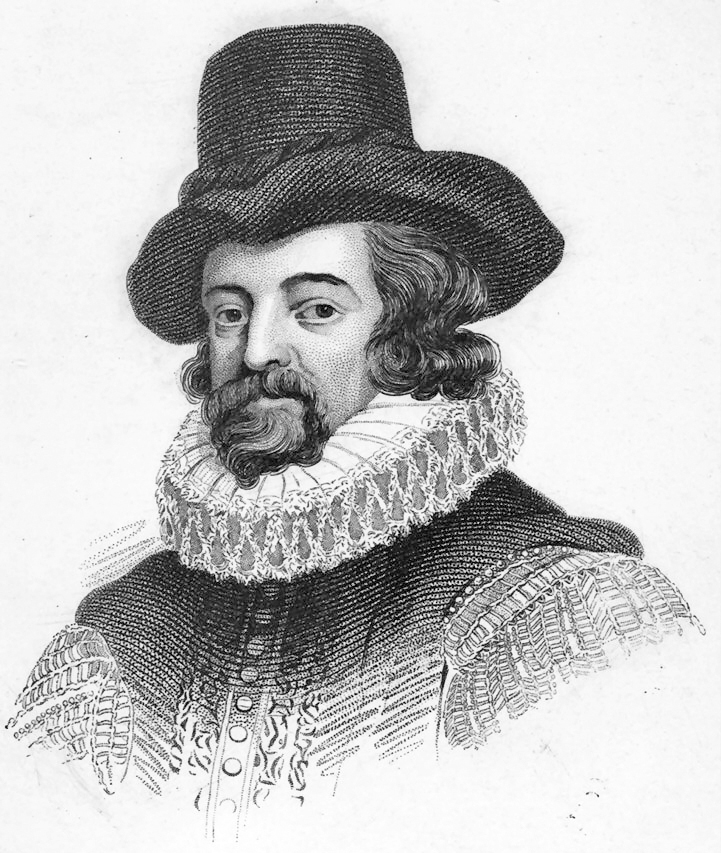
Francis Bacon

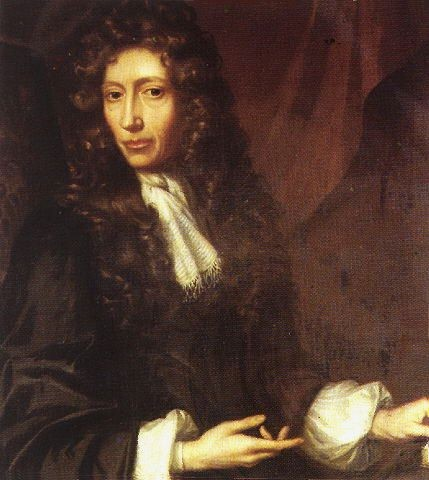
Robert Boyle (1627-1691)

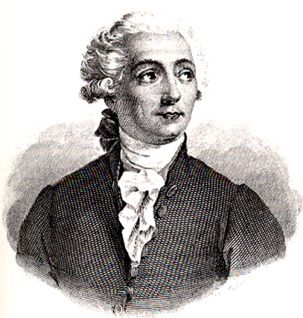
Antoine Lavoisier

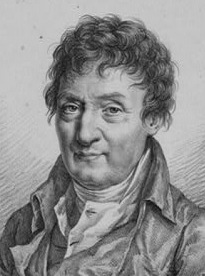
Jacques Charles

- Sir Francis Bacon publie De dignitate et augmentis scientiarum—The Advancement of Learning (Du progrès et de la promotion des savoirs), qui contient une description de ce qui sera plus tard connu sous le nom de méthode scientifique.
- Michael Sendivogius publie le traité alchimique A New Light of Alchemy qui propose l'existence de la substance de la vie présente dans l'air, découverte plus tard et connue sous le nom d'oxygène.

1615Jean Béguin publie Tyrocinium Chymicum, un traité de chimie contenant la première équation chimique.
1637René Descartes publie son Discours de la méthode, qui contient les grandes lignes de la méthode scientifique.
1648Publication posthume du livre Ortus medicinae par Jean Baptiste van Helmont, qui est décrit par certains comme une transition majeure entre l'alchimie et la chimie moderne, et qui aura une influence majeure sur Robert Boyle. Le livre contient les résultats de nombreuses expériences et établit une version primitive de la loi de conservation de la masse.
1661Robert Boyle, l'un des fondateurs de la chimie moderne et premier chimiste moderne publie The Sceptical Chymist (en) (le Chimiste Sceptique), un traité faisant la distinction entre la chimie et l'alchimie. Il contient les plus anciennes versions « modernes » des notions d'atomes, de molécules, et de réaction chimique, et marque le début de l'histoire de la chimie moderne. Même si le terme chimiste est connu depuis le 14e siècle, c'estRobert Boyle qui, le premier, opère la distinction entre chimie et alchimie en 1661 dans son ouvrage.
1662Robert Boyle propose la Loi de Boyle-Mariotte, une description fondée sur l'expérience du comportement des gaz, plus particulièrement la relation entre la pression et le volume.
1754Joseph Black isole le dioxyde de carbone, qu'il nomme « air fixe ».
1758Joseph Black formule le concept de chaleur latente pour expliquer la thermochimie des changements de phases.
1773-1774Carl Wilhelm Scheele et Joseph Priestley isole de manière indépendante l'oxygène, appelée par Priestly « air déphlogistiqué » et par Scheele « air du feu »,.
1778Antoine Lavoisier, considéré comme « Le père de la chimie moderne », redécouvre et donne à l'oxygène son nom actuel, et reconnait son rôle important dans la combustion.
1787
- Antoine Lavoisier publie Méthode de nomenclature chimique, le premier système moderne de nomenclature chimique, en collaboration avec Guyton-Morveau, Berthollet et Fourcroy.
- Jacques Charles propose la Loi de Charles, un corollaire de la loi de Boyle, qui décrit la relation entre la température et le volume d'un gaz (note : cette loi porte aujourd'hui le nom de Loi de Gay-Lussac, le nom de Loi de Charles a toutefois été donné à la loi décrivant la relation entre température et pression d'un gaz).

1789Antoine Lavoisier publie Traité Élémentaire de Chimie, le premier livre de chimie moderne. Il présente un panorama complet de la chimie moderne (de cette époque), et inclut la première définition concise de la loi de conservation de la masse ; ce traité représente le début de la discipline connue sous le nom de Stœchiométrie,.
1797Joseph Louis Proust propose la loi des proportions définies, qui énonce que les éléments se combinent toujours selon un même rapport pondéral pour former un composé.
1800Alessandro Volta met au point la première pile électrique, fondant la discipline de l'électrochimie.

## XIX

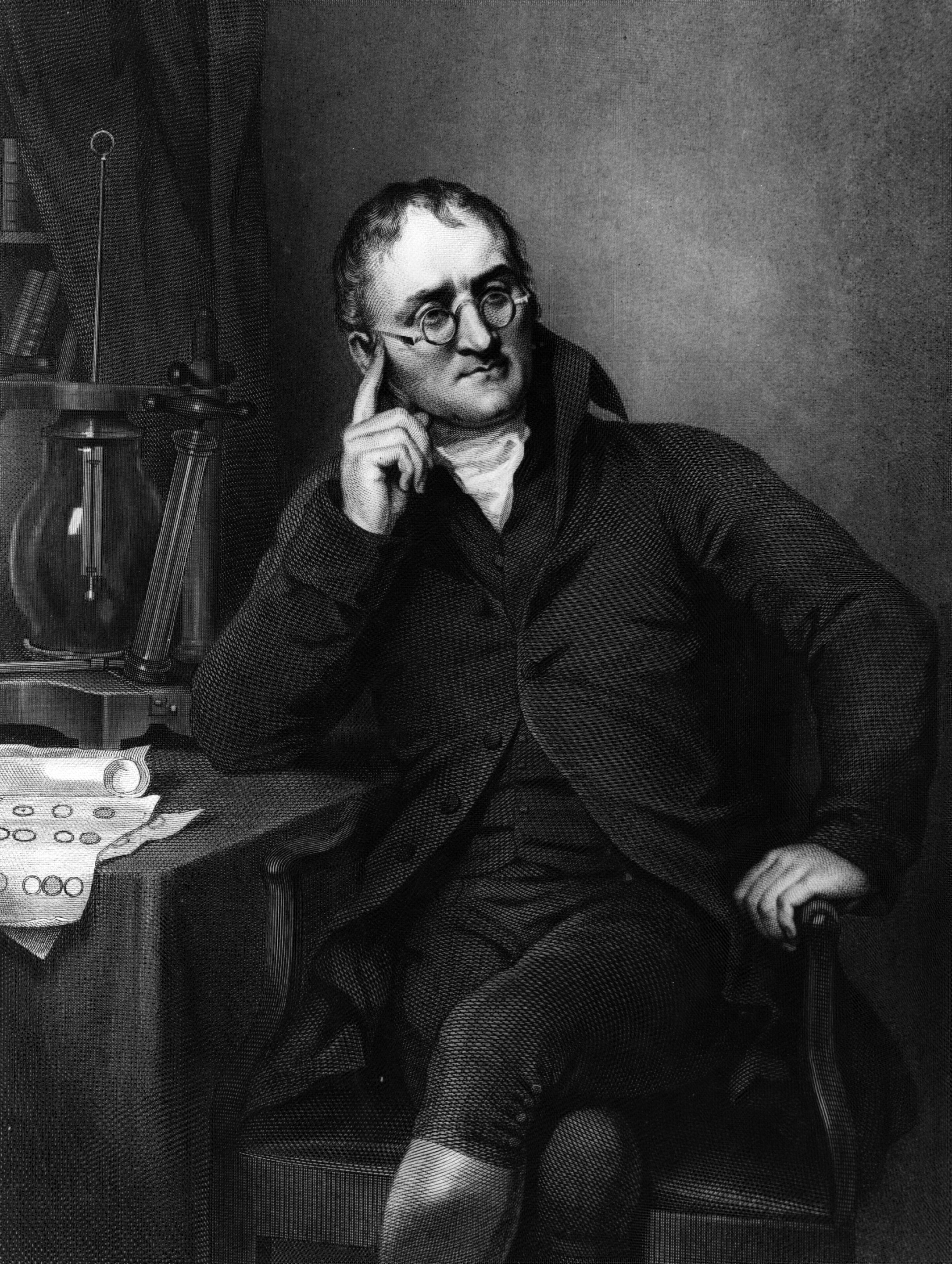
John Dalton (1766-1844)

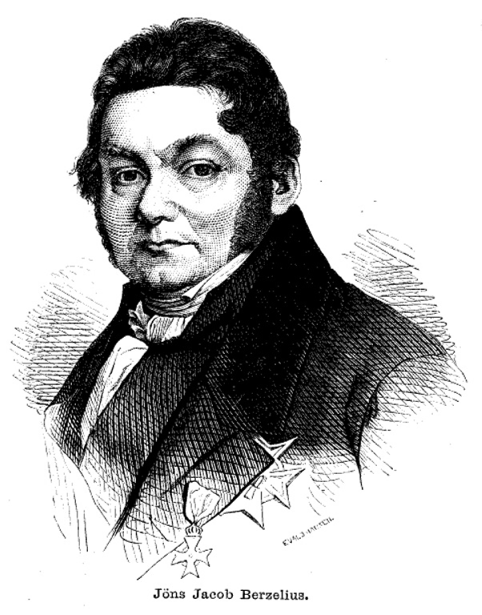
Jöns Jacob Berzelius(1779-1848)

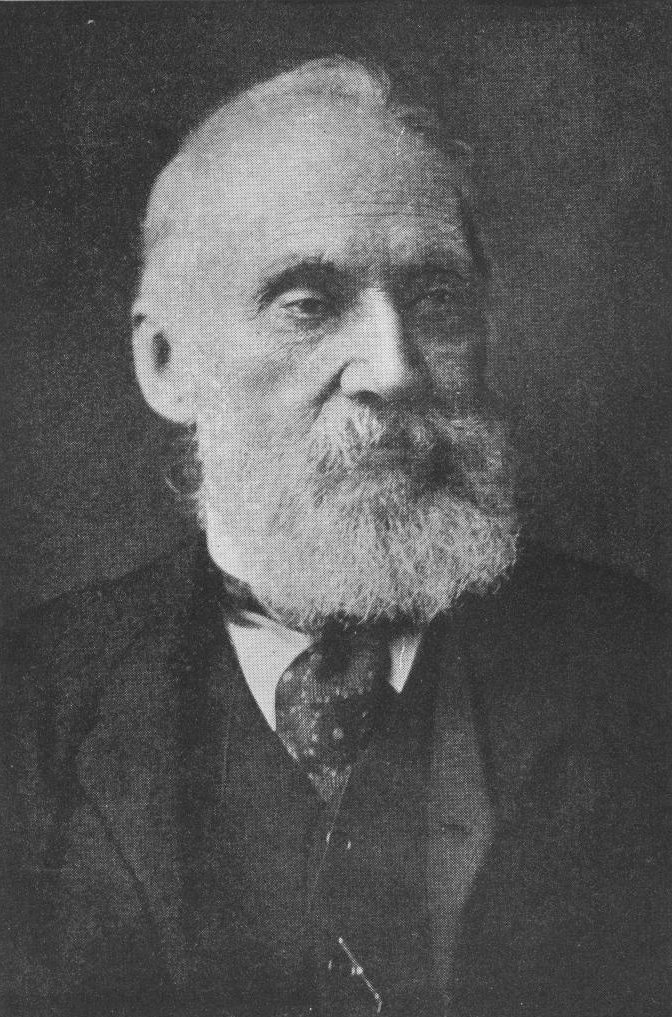
Lord Kelvin

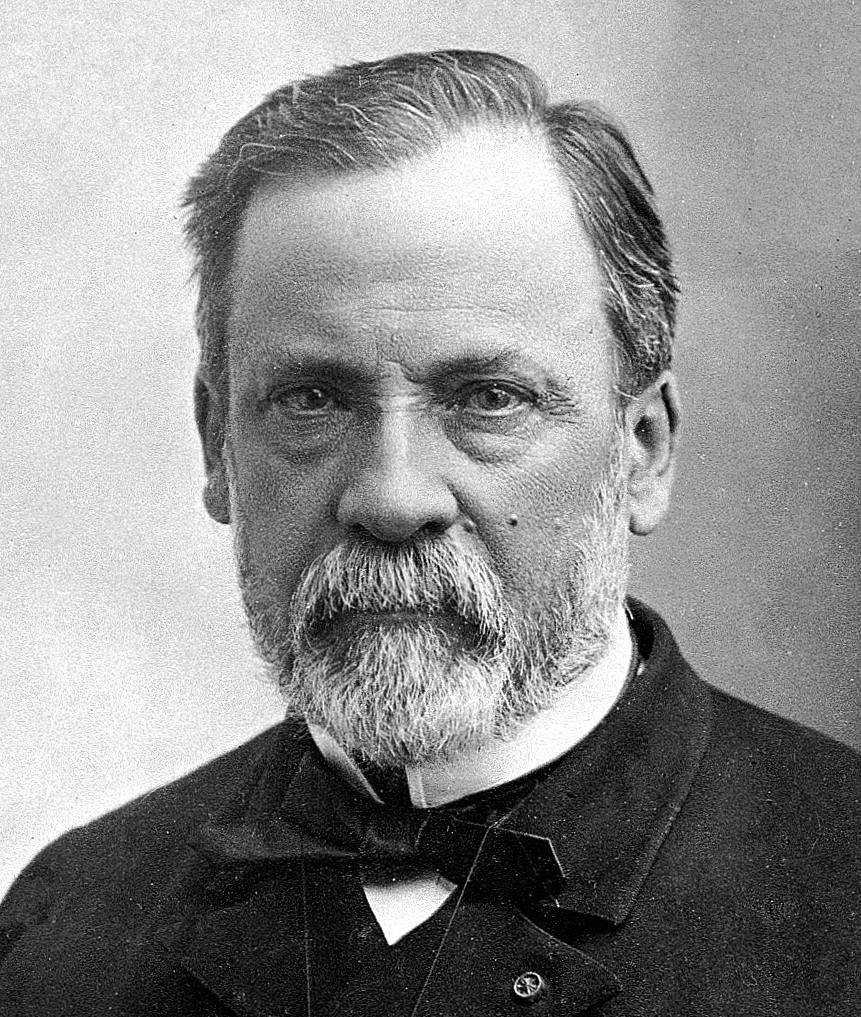
Louis Pasteur

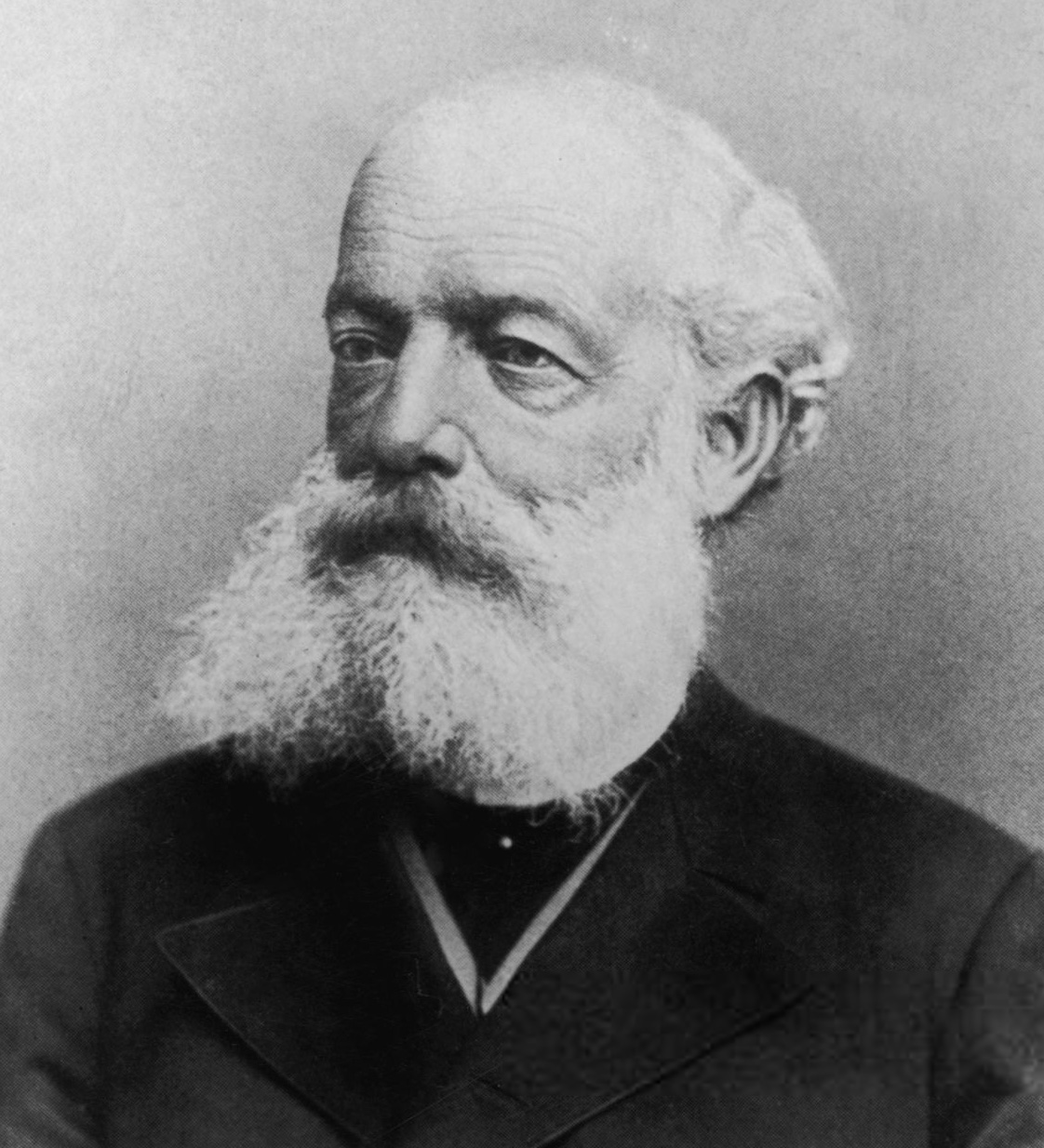
Kékulé

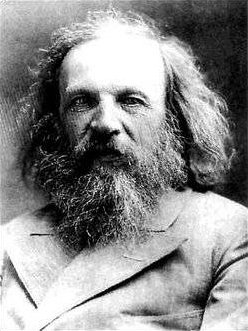
Mendeleev

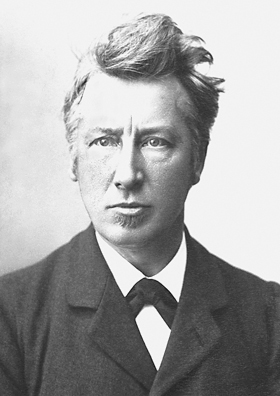
van 't Hoff

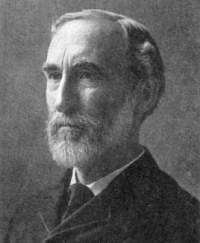
Gibbs

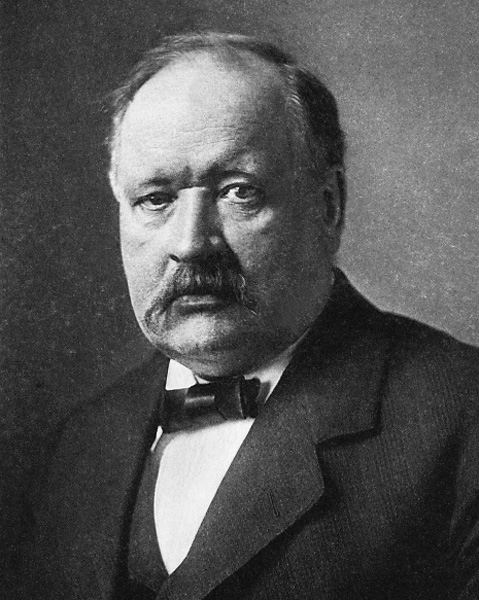
Arrhenius

## XIXesiècle

### Années 1800
1803John Dalton, l'un des fondateurs de la chimie moderne, propose la loi de Dalton, qui décrit la relation entre les composants d'un mélange de différents gaz et la contribution relative de ceux-ci à la pression totale.
1805Louis Joseph Gay-Lussac découvre que l'eau est composée en volume de deux parts d'hydrogène pour une part d'oxygène.
1807Jöns Jacob Berzelius introduit deux nouveaux noms pour classer les composés : organique pour les composés provenant d'organismes vivants et minéral pour ceux dérivés de minéraux. À cette époque, cette séparation se basait sur la théorie du vitalisme.
1807-1808Sir Humphry Davy utilise le principe d'électrolyse pour isoler un grand nombre d'éléments tels que le potassium, le sodium, le calcium, le strontium, le baryum, le chlore et découvre l'aluminium.
1808
- Joseph Louis Gay-Lussac compile et découvre de nombreuses propriétés chimiques et physiques relative à l'air et à d'autres gaz. Il fournit les preuves expérimentales des lois de Boyle et de Charles ainsi que les relations entre la densité et la composition d'un gaz.
- John Dalton publie New System of Chemical Philosophy, qui contient la première description scientifique moderne de la théorie atomique et la description claire de la loi des proportions multiples.
- Jöns Jacob Berzelius, un des fondateurs de la chimie moderne, publie Lärboki Kemien où il propose l'usage des symboles chimiques moderne ainsi que le concept de poids atomique relatif.

### Années 1810
1811Amedeo Avogadro propose la loi d'Avogadro, qui énonce que des volumes égaux de gaz, aux mêmes conditions de température et de pression, contiennent le même nombre de particules.
1815William Prout fait l'hypothèse que tous les éléments sont un conglomérat d'atomes d'hydrogène.

### Années 1820
1825
- Michael Faraday isole le benzène, le premier composé aromatique/
- Friedrich Wöhler et Justus von Liebig réalisent la première découverte confirmée d'isomères, dont l'existence et le nom avaient été proposés par Berzélius. En travaillant avec de l'acide cyanique et de l'acide fulminique, ils déduisent de manière correcte que l'isomérie est causée par l'arrangement différent des atomes dans la structure moléculaire.

1827William Prout classe les biomolécules en divers groupes, toujours utilisés aujourd'hui : glucide, protéine et lipide.
1828Friedrich Wöhler réalise la synthèse de l'urée, établissant ainsi le fait que des composés organiques pouvait être obtenus à partir des composés inorganiques et contredisant la théorie du vitalisme,.

### Années 1830
1832Friedrich Wöhler et Justus von Liebig découvrent et expliquent la notion de groupe fonctionnel et de radical en chimie organique.

### Années 1840
1840Germain Henri Hess propose la loi de Hess, forme primitive de la loi de conservation de l'énergie, qui établit que l'énergie échangée lors d'un processus chimique dépend uniquement des états des réactifs et des produits et pas du chemin suivi entre ces deux états.
1847Hermann Kolbe obtient de l'acide acétique à partir de réactifs inorganiques, preuve supplémentaire contre la théorie du vitalisme.
1848Lord Kelvin établit le concept de zéro absolu, température à laquelle cesse tout mouvement moléculaire.
1849Louis Pasteur découvre que la forme racémique de l'acide tartrique est un mélange des énantiomères lévogyre et dextrogyre, clarifiant la nature de la rotation optique et apportant une contribution majeure dans le domaine de la stéréochimie.

### Années 1850
1852August Beer propose la loi de Beer, qui explique la relation entre la composition d'une substance et la quantité de lumière qu'elle absorbe. Basée partiellement sur les travaux plus anciens de Pierre Bouguer et Johann Heinrich Lambert, elle établit la technique analytique connue sous le nom de spectrophotométrie.
1855Benjamin Silliman Jr. introduit la méthode de craquage, qui a rendu possible l'industrie pétrochimique moderne.
1856William Henry Perkin synthétise la mauvéine (ou mauve de Perkin), le premier pigment synthétique. Perkin fait cette découverte accidentellement lors d'une tentative pour obtenir de la quinine synthétique. Cette découverte est à l'origine de l'industrie des pigments et colorants synthétiques, l'une des plus anciennes industries chimiques.
1857
Friedrich Kekulé von Stradonitz propose l'idée de la tétravalence du carbone, c'est-à-dire la possibilité pour le carbone de former quatre liaisons chimiques. C'est toutefois à Archibald Scott Couper que revient la paternité de cette découverte.:
1859-1860Gustav Kirchhoff et Robert Bunsen fondent la disciple de la spectroscopie comme technique d'analyse chimique, ce qui les amène à la découverte du césium et du rubidium. D'autres expérimentateurs découvriront l'indium, le thallium, et l'hélium en utilisant le même procédé.

### Années 1860
1860Stanislao Cannizzaro, reprenant les idées d'Avogadro sur les molécules diatomiques, compile une table des poids atomiques et la présente à la conférence de Karlsruhe de 1860, mettant fin à des dizaines d'années de conflit sur la question des poids atomiques et des formules moléculaires.
1862
- Alexander Parkes présente la Parkesine, l'un des plus anciens polymères synthétiques, lors de l'Exposition International Exhibition de Londres. Cette découverte est à la base de l'industrie plastique moderne.
- Alexandre-Émile Béguyer de Chancourtois publie son hélice tellurique, une version tridimensionnelle du tableau périodique des éléments.

1864
- John Newlands propose la loi des octaves, précurseur de la loi périodique des éléments.
- Lothar Meyer développe une ancienne version du tableau périodique composés de 28 éléments classés en fonction de leur valence.

1865
- Johann Josef Loschmidt détermine le nombre exact de molécules contenues dans une mole qui sera plus tard appelé nombre d'Avogadro.
- Friedrich Kekulé von Stradonitz, se fondant en partie sur les travaux de Loschmidt, établit la structure du benzène comme étant un cycle à six atomes de carbone comportant une alternance de simples et doubles liaisons.
- Adolf von Baeyer commence ses travaux sur le pigment indigo, une référence dans l'industrie de la chimie organique moderne, qui a révolutionné l'industrie des colorants.

1869Dmitri Mendeleïev publie le premier tableau périodique moderne, comprenant les 66 éléments connus à cette époque organisés selon leur poids atomiques. L'étrangeté (et l'originalité) de ce tableau est sa capacité à prédire correctement certaines propriétés d'éléments encore inconnus,.

### Années 1870
1873Jacobus Henricus van 't Hoff et Joseph Achille Le Bel développent de manière indépendante un modèle de liaison chimique pour expliquer les expériences de chiralité de Pasteur. Cette théorie fournit une cause physique à l'activité optique des composés chiraux.
1876Josiah Willard Gibbs publie On the Equilibrium of Heterogeneous Substances, une compilation de ses travaux sur la thermodynamique et la chimie-physique qui développe le concept d'énergie libre pour expliquer les notions d'équilibre chimique.
1877Ludwig Boltzmann établit le formalisme statistique de nombreux concepts physicochimiques comme l'entropie et la loi de distribution de vitesse moléculaire dans un gaz.

### Années 1880
1883Svante Arrhenius développe la théorie des ions pour expliquer la conductivité dans les électrolytes.
1884
- Jacobus Henricus van 't Hoff publie Études de Dynamique chimique, une étude sur la cinétique chimique.
- Hermann Emil Fischer propose la structure de la purine, structure clé dans la plupart des biomolécules, qu'il synthétisera plus tard en 1898. C'est également à cette époque que débutent les travaux sur la chimie du glucose et de ses dérivés.
- Henry Le Chatelier développe le principe de Le Chatelier, qui décrit l'évolution de l'équilibre chimique d'un système en réponse à une contrainte externe.

1885Eugene Goldstein propose les noms de rayon cathodique, dont on découvrira plus tard qu'il s'agit d'un faisceau d'électrons, et rayon anodique, dont on découvrira qu'il s'agit d'ions hydrogène (plus tard appelé protons).

### Années 1890
1893Alfred Werner prouve la structure octaédrique des complexes de cobalt(III), et par extension celle de la majorité des autres métaux de transition d'après des raisonnements basés sur l'isomérie. Ces avancées sont à l'origine d'une nouvelle discipline : la chimie de coordination.
1894-1898William Ramsay découvre les gaz rares, ajoutant au tableau périodique une dernière colonne insoupçonnée.
1897Joseph John Thomson découvre l'électron.
1898
- Wilhelm Wien démontre qu'un flux d'ions positifs peut être déflecté par des champs magnétiques et que cette déflexion est proportionnelle au rapport masse/charge. Cette découverte sera à la base de la spectrométrie de masse.
- Maria Sklodowska-Curie et Pierre Curie isolent le radium et le polonium à partir de pechblende.

c. 1900Ernest Rutherford découvre l'origine de la radioactivité ; une émission de rayonnement ou de particules à partir du noyau atomique.

## XX

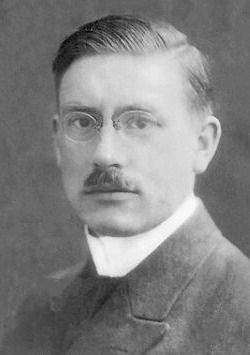
Peter Debye

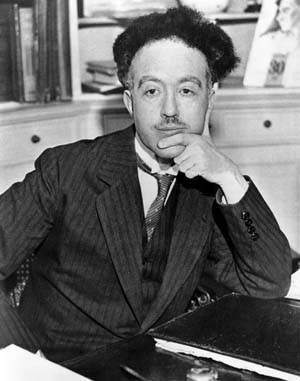
Louis de Broglie

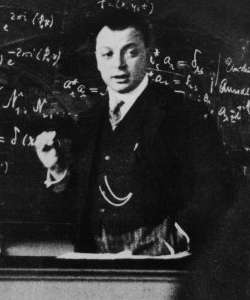
Wolfgang Pauli

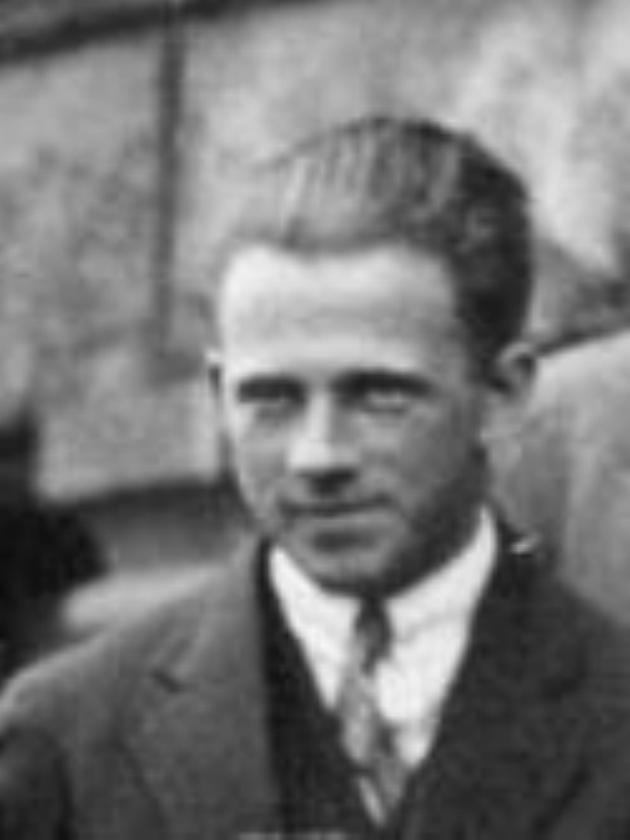
Werner Heisenberg

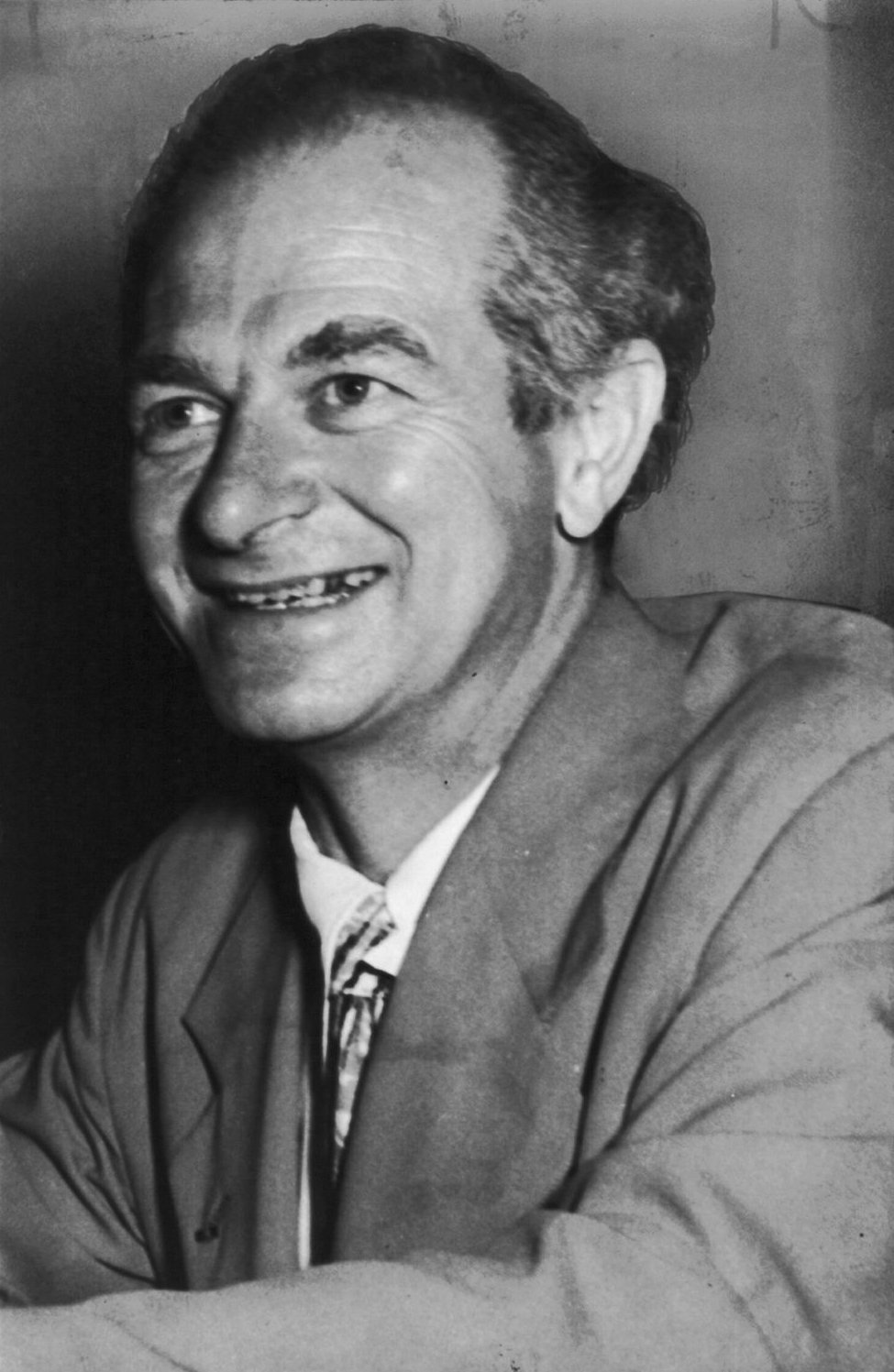
Linus Pauling

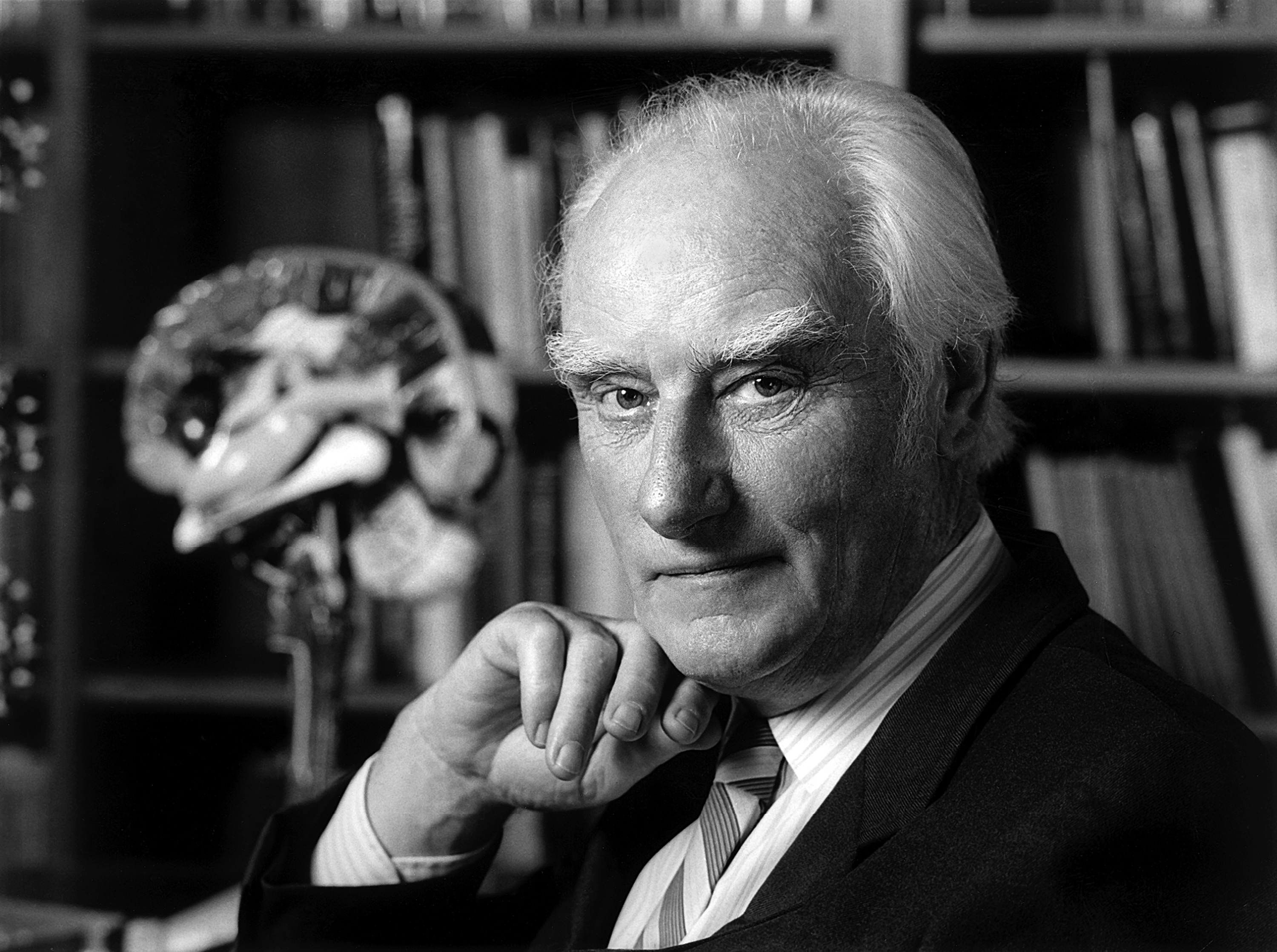
Francis Crick

## XXesiècle

### Années 1900
1903Mikhail Semenovich Tswett invente la chromatographie.
1904Hantaro Nagaoka propose un modèle de la structure de l'atome, où les électrons orbitent autour d'un noyau dense.
1905Albert Einstein explique le mouvement brownien et prouve définitivement l'existence des atomes.
1907Leo Hendrik Baekeland invente la bakélite, l'un des premiers plastiques commercialisés à grand succès.
1909
- Ernest Rutherford, Hans Geiger, et Ernest Marsden réalisent l'expérience de la feuille d'or, qui prouve que l'atome est composé d'un noyau positif extrêmement dense entouré d'un nuage électronique diffus.
- Robert Millikan mesure la charge élémentaire de l'électron avec une précision inégalée grâce à son expérience de la goutte d'huile, qui confirme que tous les électrons ont la même charge et masse.

- Søren Sørensen introduit le concept de pH et développe une méthode de mesure de l'acidité.

- Fritz Haber met au point le procédé Haber pour la synthèse de l'ammoniac à partir d'hydrogène et d'azote, ce qui provoquera une révolution dans l'industrie chimique.

### Années 1910
1911
- Antonius Van den Broek propose l'idée que les éléments sur le tableau périodique sont mieux organisés en les classant par la charge nucléaire positive que par la masse atomique.
- Le premier congrès Solvay est tenu à Bruxelles, réunissant les scientifiques les plus renommés de l'époque. Des conférences en chimie et physique continuent à ce jour à être tenues régulièrement.

1912
- William Henry Bragg et William Lawrence Bragg proposent la loi de Bragg et créent la discipline de la diffractométrie de rayons X, un outil important dans la détermination des structures cristallines de substances.
- Peter Debye développe le concept de dipôle moléculaire pour décrire des distributions de charge asymétriques dans certaines molécules.

1913
- Niels Bohr présente le modèle de Bohr, un modèle de la structure atomique utilisant la mécanique quantique et où les électrons ne peuvent se trouver que sur certaines orbitales bien définies.
- Henry Moseley, travaillant sur l'idée de Van den Broek (cf. supra), introduit le concept de numéro atomique pour corriger des inconsistances dans le tableau périodique proposé par Mendeleev, qui était lui basé sur la masse atomique des éléments.

- Frederick Soddy propose le concept d'isotopes, que des éléments ayant les mêmes propriétés chimiques pouvaient avoir des masses différentes.

- Joseph John Thomson démontre que des particules subatomiques chargées peuvent être séparées par leur rapport masse/charge, ce qui est connu sous le nom de spectrométrie de masse.

- Carl Bosch et ses collaborateurs complètent l'industrialisation du procédé Haber (également appelé procédé Haber-Bosch), ce qui amènera une révolution dans l'industrie chimique et aura d'importantes conséquences en agriculture.

1916Gilbert N. Lewis publie The Atom and the Molecule, qui contient les fondations de la théorie de la liaison de valence.

### Années 1920
1921Otto Stern et Walther Gerlach établissent le concept du spin.
1923Gilbert N. Lewis et Merle Randall publient Thermodynamics and the Free Energy of Chemical Substances, premier traité moderne de thermodynamique chimique. La même année, Gilbert N. Lewis développe la théorie de paire électronique dans la théorie des réactions acide/base.
1924Louis de Broglie introduit le modèle ondulatoire en mécanique quantique en se basant sur les idées de la Dualité onde-particule.
1925Wolfgang Pauli développe le principe d'exclusion, qui énonce que deux électrons d'un atome ne peuvent se trouver dans le même état quantique, décrit par quatre nombres quantiques.
1926Erwin Schrödinger propose l'équation de Schrödinger, qui fournit une base mathématique pour le modèle ondulatoire.
1927Werner Heisenberg développe le principe d'incertitude qui explique le mécanisme du mouvement de l'électron autour du noyau atomique, tandis que Fritz London et Walter Heitler appliquent les principes de la mécanique quantique pour expliquer la liaison covalente de la molécule de dihydrogène marquant le début de la chimie quantique.

### Années 1930
1930
- Linus Pauling propose les règles de Pauling, qui sont les principes clés pour l'utilisation de la cristallographie à rayons X pour déduire la structure moléculaire.
- Une équipe de chimistes dirigée par Wallace Carothers à DuPont développe le nylon, l'un des polymères synthétiques les plus commercialisés de l'histoire.

1931
- Erich Hückel propose la règle de Hückel, qui explique les propriétés aromatiques d'une molécule cyclique plane.
- Harold Urey découvre le deutérium par distillation fractionnée d'hydrogène liquide.

1932
- James Chadwick découvre le neutron.
- Linus Pauling est le premier à décrire les propriétés de l'électronégativité comme un moyen de prédire le moment dipolaire d'un lien chimique.

1937
- Carlo Perrier et Emilio Segrè réalisent la première synthèse confirmée de technétium-97, le premier élément artificiel produit, complétant ainsi une case manquante du tableau périodique.
- Eugène Houdry développe une méthode pour le craquage catalyique du pétrole, ce qui aboutit au développement de la première raffinerie de pétrole.

- Pyotr Kapitsa, John Allen et Don Misener obtiennent de l'hélium à l'état superfluide (de viscosité nulle). Les propriétés macroscopiques de cette phase de l'hélium peuvent être expliquées par la mécanique quantique.

1938Otto Hahn découvre la fission nucléaire de l'uranium et du thorium.
1939Linus Pauling a publié The Nature of the Chemical Bond une somme de décennies de travail sur la liaison chimique. Il s'agit d'un des textes chimiques modernes les plus importants. Il détaille la théorie de l'hybridation des orbitales, les liaisons covalentes et ioniques expliquées en fonction de l'électronégativité, ainsi que la mésomérie.

### Années 1940
1940Edwin McMillan et Philip H. Abelson découvrent le neptunium, le plus léger et le premier synthétisé des transuraniens, produit de la fission de l'uranium. McMillan fonde un laboratoire à Berkley où seront découverts plusieurs nouveaux éléments et isotopes.
1941Glenn T. Seaborg poursuit les travaux de McMillan en créant des nouveaux noyaux d'atomes grâce à la méthode de capture des neutrons et ensuite par des réactions nucléaires.
1945Jacob A. Marinsky, Lawrence E. Glendenin, et Charles D. Coryell réalisent la première synthèse du prométhium, comblant un « vide » dans la classification périodique des éléments.
1945-1946Felix Bloch et Edward Mills Purcell développent le procédé de résonance magnétique nucléaire, une technique importante d'analyse des structures des molécules en chimie organique.

### Années 1950
1951Linus Pauling utilise la cristallographie par rayon X pour déduire la structure secondaire des protéines.
1952
- Alan Walsh pionnier dans le domaine de la spectroscopie d'absorption, une importante méthode quantitative qui permet de mesurer la concentration spécifique d'un composant dans un corps.
- Robert Burns Woodward, Geoffrey Wilkinson, et Ernst Otto Fischer découvrent la structure du ferrocène, une des premières découvertes qui marque le début de la chimie organométallique.

1953James D. Watson et Francis Crick proposent une structure de l'ADN, début de la biologie moléculaire.
1958Max Perutz et Sir John Cowdery Kendrew utilisent la cristallographie par rayons X pour élucider la structure d'une protéine, la myoglobine du Grand Cachalot.

### Années 1960
1962Neil Bartlett synthétise l'hexafluoroplatinate de xénon, prouvant pour la première fois que les gaz nobles peuvent former des composés chimiques.
1964Richard R. Ernst réalise des expériences qui vont mener au développement de la RMN par transformée de Fourier, augmentant la sensibilité de cette technique et ouvrant la porte à l'imagerie par résonance magnétique RMI.
1965Robert Burns Woodward et Roald Hoffmann établissent les règles de Woodward–Hoffmann, qui utilisent la symétrie des orbitales moléculaires pour expliquer la stéréochimie des réactions chimiques.

### Années 1970

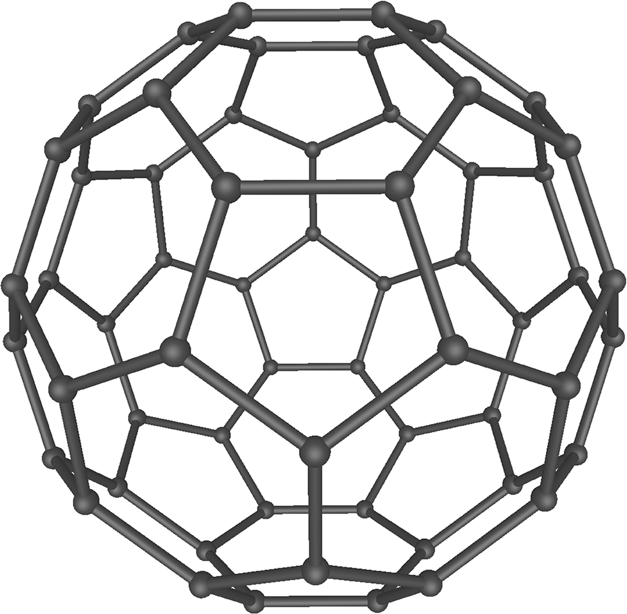
Buckminsterfullerene, C_{60}

### Années 1980
198015 février : publication de la découverte du premier supraconducteur organique.
198229 août : le Meitnerium (Mt), élément chimique de numéro atomique 109, est synthétisé au GSI de Darmstadt en Allemagne.
198414 mars : Peter Armbruster et Gottfried Münzenberg (en) synthétisent pour la première fois le Hassium (Hs), élément chimique de numéro atomique 108 au Centre de recherche sur les ions lourds (GSI) à Darmstadt, en Allemagne
19851er-10 septembre : Harold Kroto, Robert Curl et Richard Smalley découvrent les fullerènes, une large classe de molécules carbonés ressemblant aux dômes géodésiques de l'architecte Richard Buckminster Fuller.

### Années 1990
1991Sumio Iijima utilise la microscopie électronique pour découvrir un type de fullerène cylindrique appelé nanotube de carbone, bien que des études dans ce domaine avaient été effectuées en 1951. Ce composé est très utilisé dans la nanotechnologie.: 7 novembre : Sumio Iijima redécouvre les nanotubes de carbone.
19949 novembre : découverte du Darmstadtium (Ds), élément chimique de numéro atomique 110, au GSI de Darmstadt en Allemagne.: 8 décembre : découverte du Roentgenium (Rg), élément chimique de numéro atomique 111, au GSI de Darmstadt en Allemagne, annoncé le 20 décembre.
1995Eric Cornell et Carl Wieman produisent le premier condensat de Bose-Einstein, une substance qui possède des propriétés de la mécanique quantique à une échelle macroscopique.
19969 février : découverte du Copernicium (Cn), élément chimique de numéro atomique 112, synthétisé au GSI à Darmstadt en Allemagne.

## XXIesiècle

### Années 2000
2006Synthèse de l'Ogannesson par les Russes au Flerov Laboratory of Nuclear Reactions (FLNR)
2009En juin, découverte en Russie d'un quasi-cristal d'icosahédrite d'origine non-anthropique.

### Années 2010
20112011 est déclarée Année internationale de la chimie (AIC) par l’Assemblée générale des Nations unies.
2014Le 2 juin 2014 : Le premier congrès européen sur l'analyse de la dispersion de Taylor a lieu à l'Université Montpellier-II.
2016Le 28 novembre 2016 : attribution du nom et des symboles associés des éléments de numéros atomiques 113, 115, 117 et 118 par l'Union internationale de chimie pure et appliquée.